# Ózd (distrikt)
Ózd är ett distrikt i Ungern. Det ligger i provinsen Borsod-Abaúj-Zemplén, i den norra delen av landet, 120 km nordost om huvudstaden Budapest.